# Antonio Santolaria
Antonio Santolaria Balaguer (Ribesalbes, Castellón, España; 21 de febrero de 1912 - 7 de septiembre de 1982) fue un futbolista español que se desempeñaba como centrocampista.

## Clubes
| Club         | País   | Año         |
| ------------ | ------ | ----------- |
| CD Castellón | España | 1930 - 1950 |